# المطر الأسود (فلم)
المطر الأسود (بالإنجليزية: Black Rain) هو فيلم أكشن إثارة أمريكي من إخراج ريدلي سكوت وبطولة مايكل دوغلاس، أندي غارسيا، كين تاكاكورا، كايت كابشاو ويوساكو ماتسودا. صدر الفيلم في 22 سبتمبر 1989.